# ناوبر ارشد
ناوبر ارشد (انگلیسی: Pilot major) دریانورد ارشد یک کشتی یا ناوگان است. این شخص معمولاً در اکتشافات دریایی باتجربه است و خود را هم از عنوان ملوان و هم از عنوان یک مسافر متمایز کرده‌است. این اصطلاح بیشتر برای توصیف افرادی از تاریخ عصر جدید استفاده می‌شود. نمونه ای از یک ناوبر ارشد آمریگو وسپوچی است.